# Королевский госпиталь
«Королевский госпиталь» (англ. Kingdom Hospital, иногда англ. Stephen King's Kingdom Hospital) — тринадцатисерийный телесериал по сценарию Стивена Кинга, основанный на мини-сериале «Королевство» Ларса фон Триера и выпущенный на телеканале American Broadcasting Company в 2004 году.

## Сюжет
Во время гражданской войны в Америке на фабрике по пошиву военного обмундирования произошёл страшный пожар, в котором погибли дети. Лечебницу, построенную на месте пожара, в которой безумный доктор истязал своих пациентов, постигла та же участь. Сейчас здесь стоит «Королевский госпиталь» — современное медицинское учреждение, — но пугающие события и паранормальные феномены держат его персонал в постоянном ужасе: врачи, медсестры и пациенты находятся в эпицентре битвы потусторонних сил, чьё равновесие, сами того не ведая, они всё время нарушают.
События в сериале развиваются с 22 октября по 1 ноября 2003 года.

## В ролях
- Эндрю МакКарти — доктор Хук
- Брюс Дэвисон — доктор Стегман
- Джодель Ферланд — Мэри Дженсен
- Дайан Ладд — Sally Druse
- Джек Коулман — Питер Рикман
- Эд Бегли мл. — доктор Джесси Джеймс
- Шерри Миллер — доктор Лона Массингейл
- Миген Фэй — доктор Бренда Абельсон
- Джейми Харрольд — Dr. Elmer Traff
- Джулиан Ричингс — Отто
- Кетт Тортон — Анубис/Антибус, Пол Морлок (парень призрак)
- Майкл Лернер — Шелдон Флейшер

## Список эпизодов
1. Thy Kingdom Come
2. Death’s Kingdom
3. Goodbye Kiss
4. The West Side of Midnight
5. Hook’s Kingdom
6. The Young and the Headless
7. Black Noise
8. Heartless
9. Butterfingers
10. The Passion of Reverend Jimmy
11. Seizure Day
12. Shoulda' Stood in Bed
13. Finale